# Національна премія НДР
Національна премія НДР (нім. Nationalpreis der DDR) — премія, заснована в Німецькій Демократичній Республіці в 1949 році.

## Опис
Премією нагороджувалися люди, які мали особливі заслуги в галузі науки і техніки, культури і мистецтва, винахідники і раціоналізатори.
Традиційно церемонія нагородження проводилася 7 жовтня, в День Республіки. Нагороджувалися не тільки громадяни ФРН, але і іноземці (наприклад, лауреатами премії ставали громадяни СРСР: селекціонерВасиль Ремесло, актор Донатас Баніоніс, кінооператор Абрам Кричевський, мультиплікатор Федір Хитрук).
Премія мала три ступені. Нагороджені премією 1-го ступеня отримували 100 тисяч марок, за 2-у ступінь — 50 тисяч марок і 25 тисяч марок за 3-ю.
Нагородженим вручався золотий знак діаметром 26 міліметрів. На лицьовій частині цього знака був зображений портрет Гете і напис «Deutsche Demokratische Republik», на звороті напис «Nationalpreis» (Національна премія). Носити цей знак треба було на грудях праворуч.

## Статистика
Здебільшого чоловіки були удостоєні національної нагороди. Премію 1-го класу за науку та технології отримало загалом 455 осіб, серед яких лише десять жінок. Сесіль Фогт була першою жінкою, яка отримала нагороду у 1950 році. Національну премію за мистецтво та літературу 1-го класу отримали 258 осіб, з них 44 жінки. Аналогічна картина щодо розподілу за статтю є і для інших класів.
У кількох випадках (1956, 1957, 1962, 1963 та 1965 рр.) перша премія за науку та техніку не була присуджена, а в 1977 році цю нагороду поділили 29 осіб, 1988 року — 25, 1985 та 1989 — 24 відзнаками в кожному. У 1956, 1957 та 1962 роках премії в категорії мистецтво та література не присуджувались, але 29 були присуджені в 1984 році (1968 — 21, 1985 — 18).

## Галерея

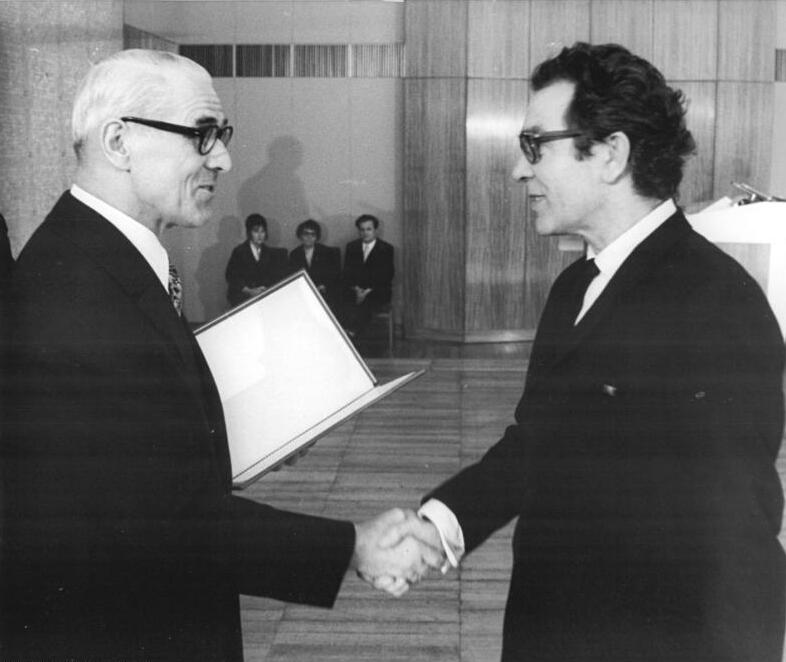
Нагородження Національною премією НДР Бенно Бессона, 1974 рік
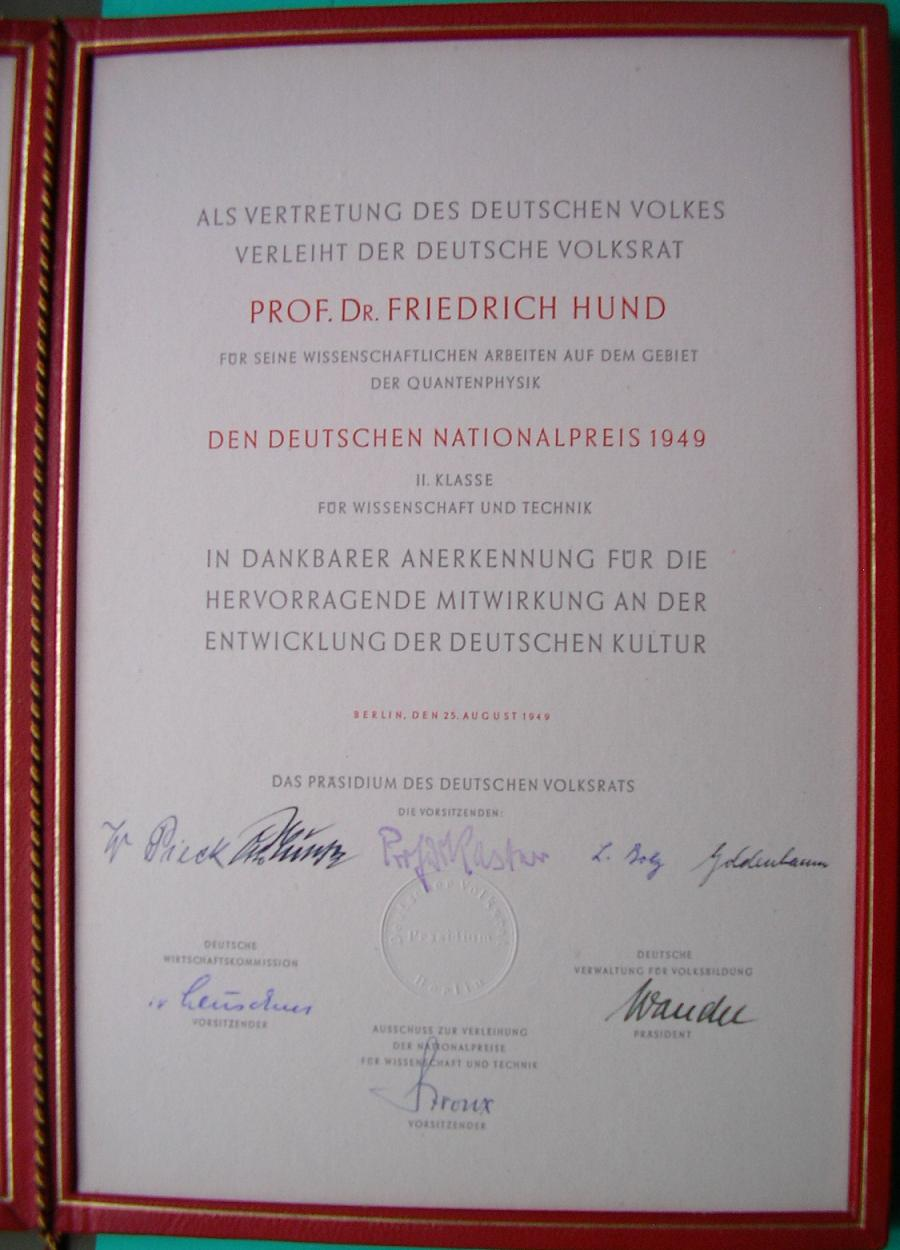
Свідоцтво про нагороду Фрідріху Гунду у 1949 році